# Santo Estevo de Allariz
Allariz (llamada oficialmente Santo Estevo de Allariz) es una parroquia española del municipio de Allariz, en la provincia de Orense, Galicia.

## Toponimia
La parroquia también es conocida por los nombres de San Esteban de Allariz y San Estevo de Allariz.

## Organización territorial
La parroquia está formada por seis entidades de población:
- A Aira Vella (Aira Vella)
- Guimarás
- Nanín
- A Portela da Aira Vella (A Portela de Aira Vella)
- Vilaboa
- Vilariño de Tras do Convento (Vilariño)

## Demografía
| Gráfica de evolución demográfica de Allariz entre 2000 y 2021 |
|                                                               |
| Datos según el nomenclátor publicado por el INE.              |